# Henry Vestine
Henry Charles Vestine (25 de dezembro de 1944 – 20 de outubro de 1997) apelidado também de "The Sunflower" (algo como, "A Flor do Sol) foi um guitarrista estadunidense, mais conhecido por ser o membro da banda de blues-rock: Canned Heat.
Ele permaneceu no grupo desde o começo, em 1966, até julho de 1969. Entretanto, ele tocou em bandas locais, mas, ocasionalmente, retornava ao Canned Heat para algumas turnês e gravações.
Vestine tinha terminado uma turnê na europa com o Canned Heat quando morreu devido a problemas no coração e respiratórios, em um hotel de Paris na manhã de 20 de outubro de 1997. Justamente no dia em que a banda retornaria aos Estados Unidos.
O corpo de Henry Vestines foi cremado e suas cinzas foram enterradas no Oak Hill Cemetery fora de Eugene, no Oregon. Um memorial de fundos foi feito em seu nome. Os fundos serão usados para a manutenção de seu túmulo no Oak Hill Cemetery e, quando possível, suas cinzas serão levadas para a lua, o que era o seu desejo.